# Miroslav Číž

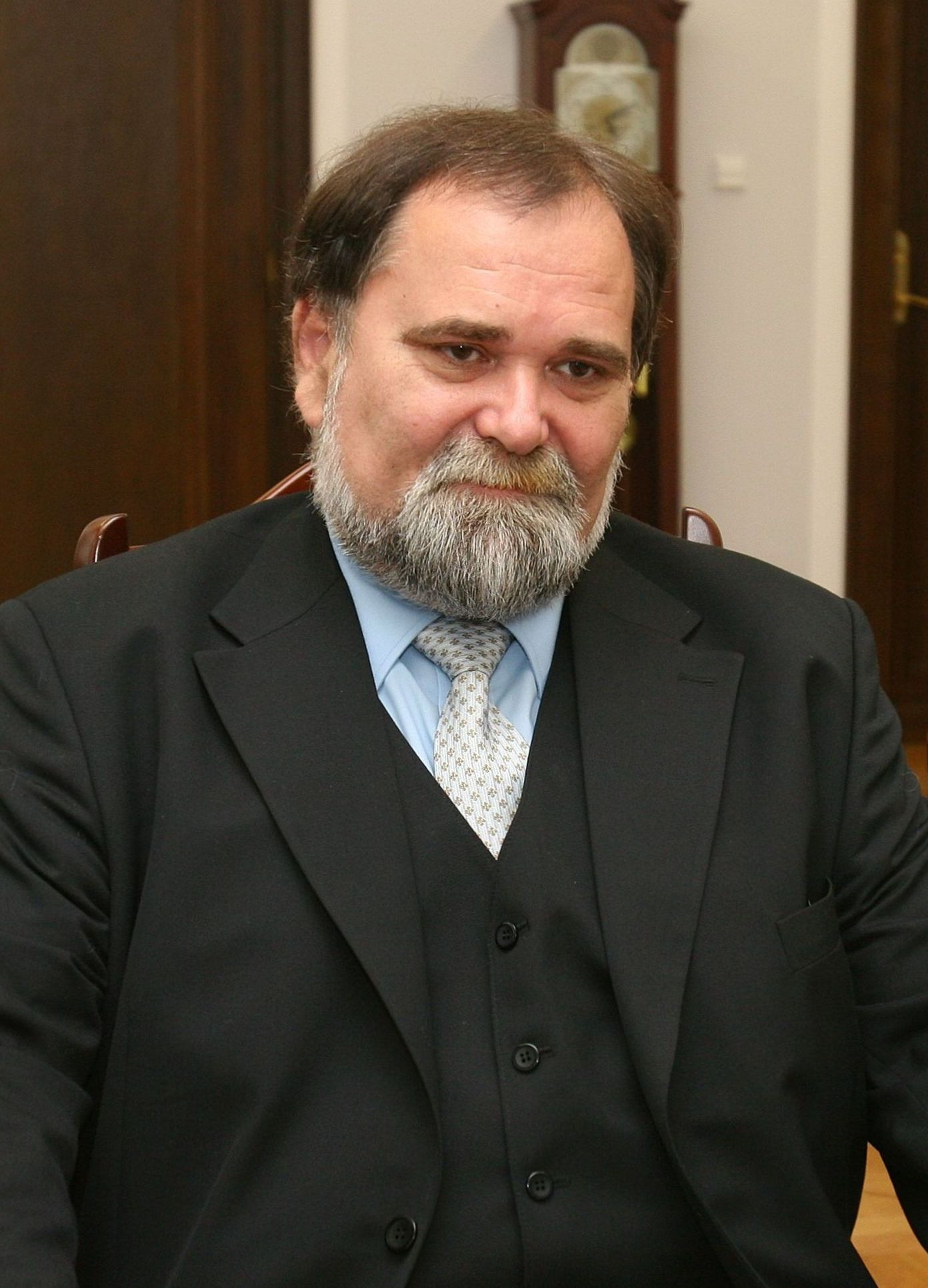
Miroslav Číž (2007)

Miroslav Číž (* 11. Februar 1954 in Banská Štiavnica; † 29. Dezember 2022) war ein slowakischer Politiker (SMER).

## Leben
Číž studierte Rechtswissenschaft an der Comenius-Universität Bratislava, wo er 1978 seinen Abschluss machte. Später lehrte er an der Universität.
Während der kommunistischen Ära diente er als hochrangiger Funktionär in den Nationalkomitees der Kommunistischen Partei der Tschechoslowakei. Nach dem Sturz des Regimes blieb er in der Kommunistischen Partei der Slowakei, die später in Partei der Demokratischen Linken umbenannt wurde. In den 1990er Jahren bekleidete er mehrere offizielle Ämter im slowakischen Nationalrat. Im Jahr 1999 gehörte er zu den Mitgliedern der Demokratischen Linken unter der Führung von Robert Fico, die die Partei verließen und die Partei Smer – sociálna demokracia gründeten. Seit 2002 war er Mitglied des Nationalrats und von 2006 bis 2010 sowie von 2014 bis 2016 dessen stellvertretender Vorsitzender.
Von 2019 bis zu seinem Tod war er Mitglied des Europäischen Parlaments. Für ihn rückte Katarína Neveďalová ins Parlament nach.

## Die Hühnerkeulen-Affäre
Der Vorfall ereignete sich am 18. Juni 2019 in der Kantine des slowakischen Nationalrats. In der Kantine gab es eine Speisekarte mit verschiedenen Gerichten, aus denen die Abgeordneten wählen konnten. Nach einer Abstimmung im Parlament bat Číž den servierenden Koch um eine Hähnchenkeule von der Speisekarte. Der Koch teilte ihm mit, dass es in der Kantine keine Hähnchenschenkel mehr gäbe und bot ihm an, aus den übrigen verfügbaren Gerichten zu wählen. Nach Angaben des Abgeordneten Oto Žarnay (SPOLU), der zu diesem Zeitpunkt anwesend war, begann Číž, den Koch anzuschreien. Nach einer Weile verlangte er nach dem Chef der Kantine. Auch dieser wurde von Číž angeschrien. Angeblich drohte Číž dem Koch schließlich mit dessen Entlassung.